# 난부 노부후사

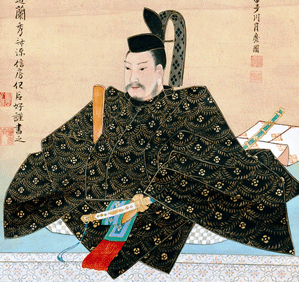
난부 노부후사 초상화

난부 노부후사(일본어: 南部信房, なんぶ のぶふさ, 1765년 8월 1일 ~ 1835년 6월 7일)는 하치노헤번의 7대 번주이다. 관위는 종5위하, 이세노카미(伊勢守)이다.
6대 번주 난부 노부요리의 장남으로 태어났다. 1781년, 아버지가 은거하면서 번주직을 이어받았다. 1796년에 동생 노부마사에게 양위하고 은거하여, 1835년에 사망하였다.
| 전임 난부 노부요리 | 제7대 하치노헤번 번주 1781년 ~ 1796년 | 후임 난부 노부마사 |